# Seznam nejvyšších staveb světa
Následující seznamy obsahují nejvyšší stavby světa podle různých kritérií.

## Legenda
Stavba, která již nestojí
     Stavba, která je zčásti pod vodou
     Kotvený stožár

## Nejvyšší stavby

### Seznam
Tento seznam obsahuje deset nejvyšších staveb světa, které dosahují výšky alespoň 600 metrů.
| Název                   | Výška v metrech | Rok dokončení | Stát                        | Typ stavby     | Poznámky                                    | Lokalizace                        |
| ----------------------- | --------------- | ------------- | --------------------------- | -------------- | ------------------------------------------- | --------------------------------- |
| Burdž Chalífa           | 829,8           | 2010          | Spojené arabské emiráty     | mrakodrap      |                                             | 25°11′50″ s. š., 55°16′27″ v. d.  |
| Merdeka 118             | 678,9           | 2022          | Malajsie                    | mrakodrap      |                                             | 3°8′30″ s. š., 101°42′2″ v. d.    |
| Vysílač Konstantynow    | 646,4           | 1972          | Polsko                      | kotvený stožár | Vysílač se zhroutil v roce 1991.            | 52°22′4″ s. š., 19°48′9″ v. d.    |
| Ropná plošina Petronius | 640             | 2000          | výlučná ekonomická zóna USA | ropná plošina  |                                             | 29°6′30″ s. š., 87°56′30″ z. d.   |
| Tokyo Skytree           | 634             | 2012          | Japonsko                    | ocelová věž    |                                             | 35°42′37″ s. š., 139°48′39″ v. d. |
| Shanghai Tower          | 632             | 2015          | Čína                        | mrakodrap      | Mrakodrap dosáhl konečné výšky v roce 2013. | 31°14′8″ s. š., 121°30′4″ v. d.   |
| Vysílač KVLY-TV         | 629             | 1963          | USA                         | kotvený stožár |                                             | 47°20′32″ s. š., 97°17′21″ z. d.  |
| Vysílač KRDK-TV         | 627,8           | 1998          | USA                         | kotvený stožár |                                             | 47°16′45″ s. š., 97°20′27″ z. d.  |
| Vysílač KXTV/KOVR       | 624,5           | 1985          | USA                         | kotvený stožár |                                             | 38°14′23″ s. š., 121°30′6″ z. d.  |
| Vysílač KATV            | 609,6           | 1965          | USA                         | kotvený stožár |                                             | 34°28′24″ s. š., 92°12′11″ z. d.  |

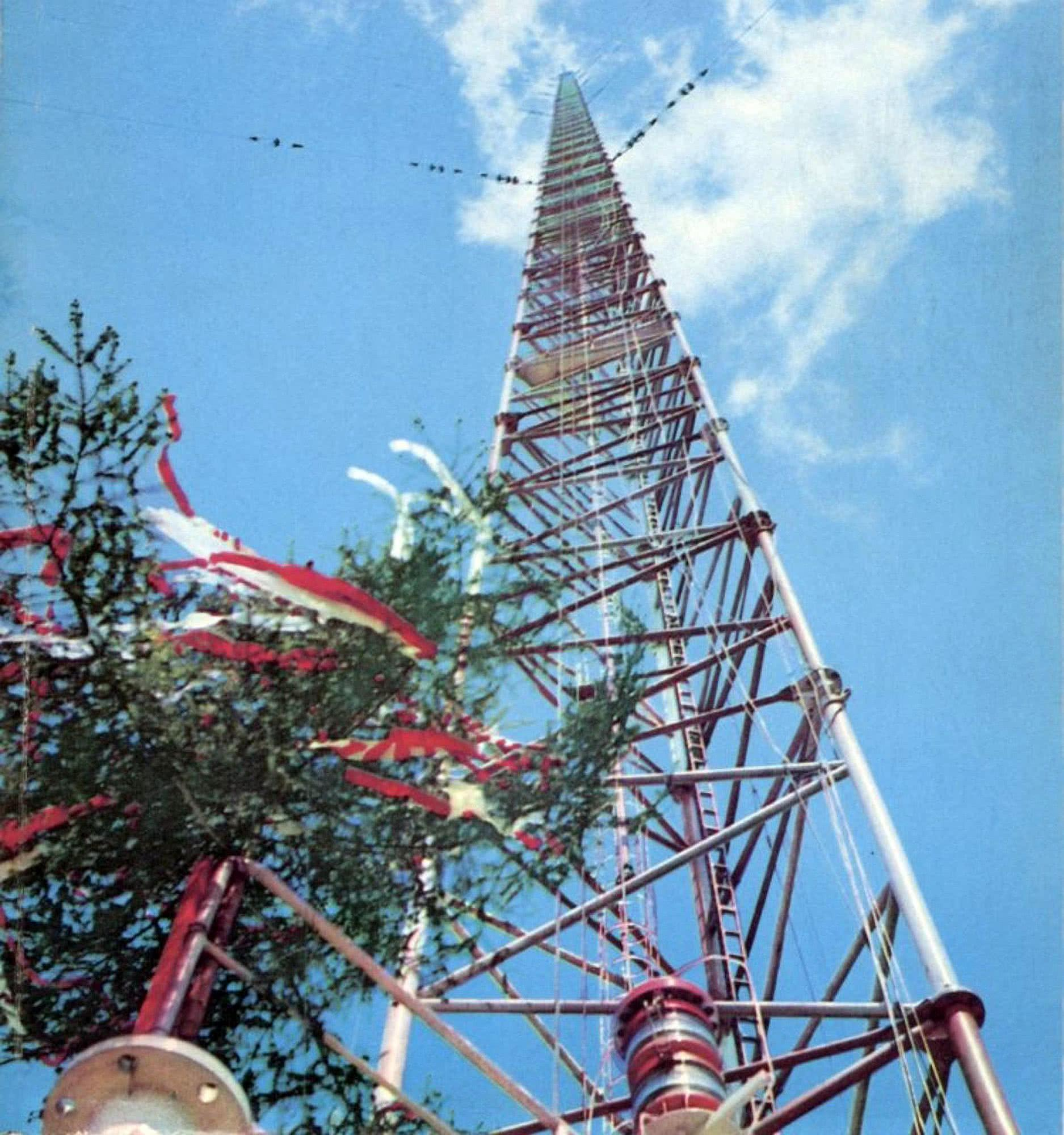
Vysílač Konstantynow byl dokončen v roce 1972 a zhroutil se v roce 1991
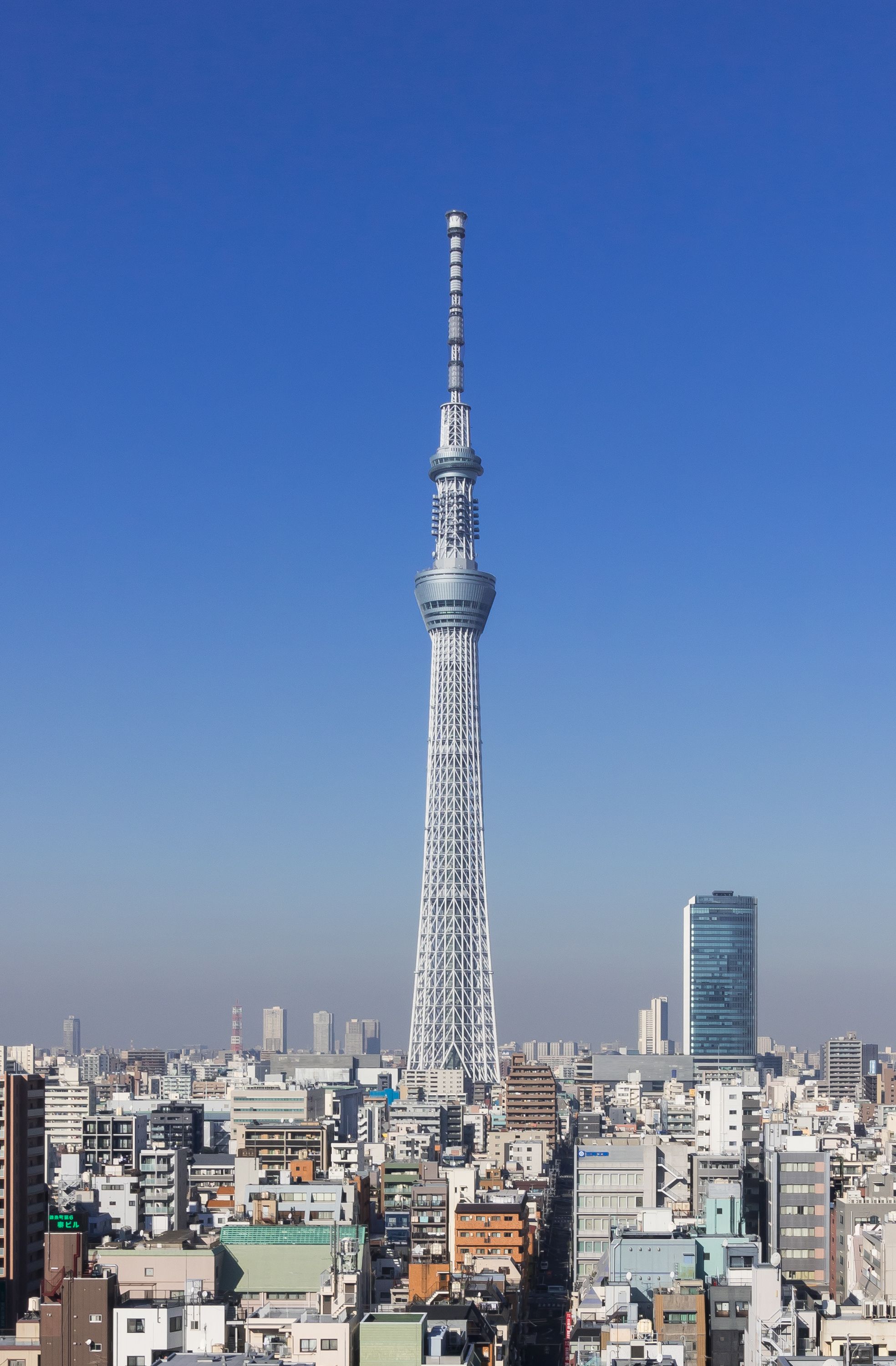
Tokyo Skytree
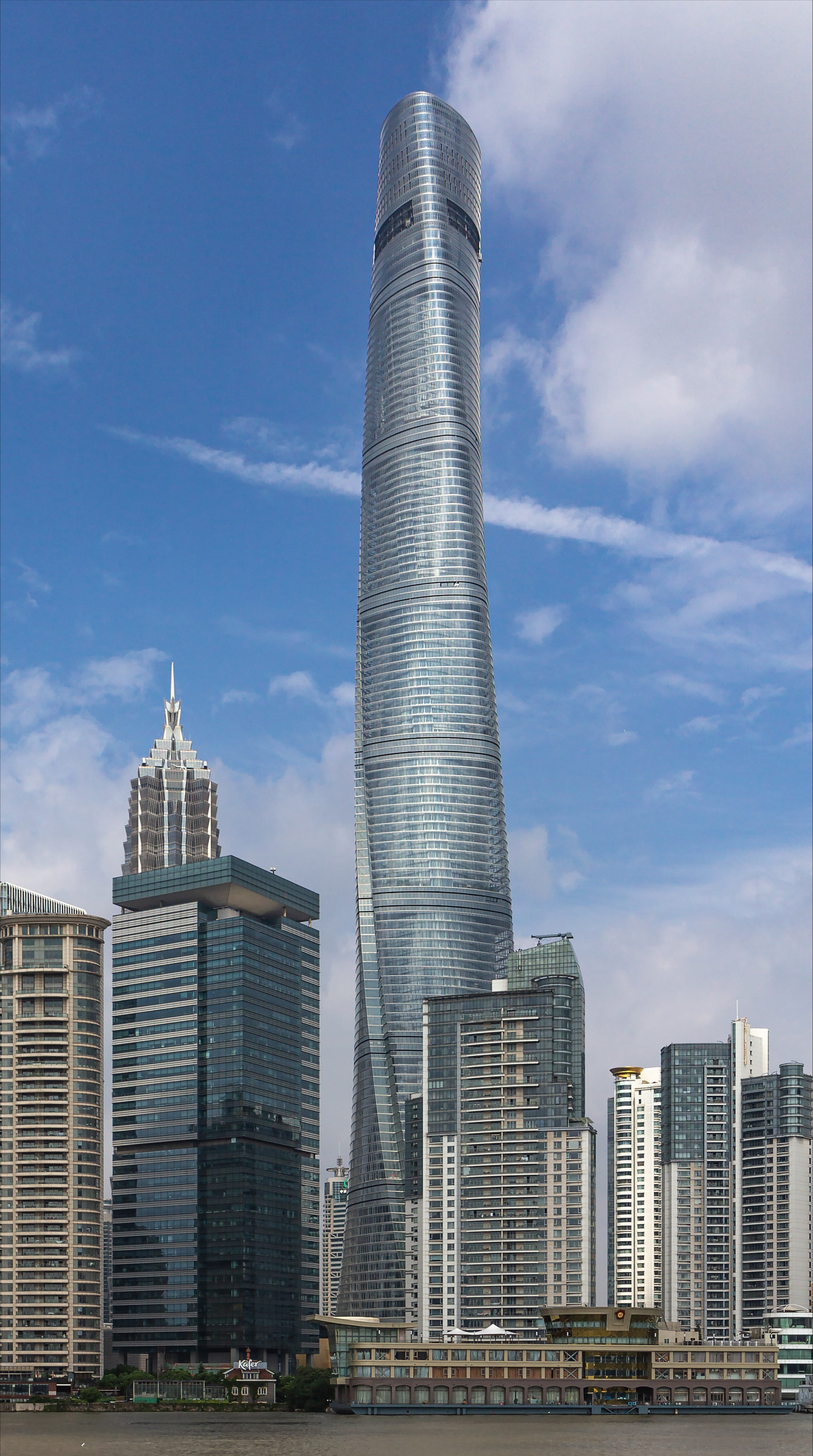
Shanghai Tower

### Podle kontinentů
| Kontinent       | Název                         | Výška v metrech | Rok dokončení | Stát                    | Typ stavby            | Poznámky                         |
| --------------- | ----------------------------- | --------------- | ------------- | ----------------------- | --------------------- | -------------------------------- |
| Asie            | Burdž Chalífa                 | 828             | 2010          | Spojené arabské emiráty | mrakodrap             |                                  |
| Afrika          | Vysílač Nador                 | 380             | 1972          | Maroko                  | kotvený stožár        |                                  |
| Afrika          | Stožár systému Omega Chabrier | 428             | 1976          | Francie (Réunion)       | kotvený stožár        | Stožár byl stržen v roce 1999.   |
| Severní Amerika | Vysílač KVLY-TV               | 629             | 1963          | USA                     | kotvený stožár        |                                  |
| Jižní Amerika   | Gran Torre Santiago           | 300             | 2012          | Chile                   | rozestavěný mrakodrap | V roce 2012 dosáhl plné výšky.   |
| Jižní Amerika   | Stožár systému Omega Trelew   | 366             | 1971          | Argentina               | kotvený stožár        | Stožár byl stržen v roce 1998.   |
| Evropa          | Televizní věž Ostankino       | 540             | 1967          | Rusko                   | betonová věž          |                                  |
| Evropa          | Vysílač Konstantynow          | 645             | 1972          | Polsko                  | kotvený stožár        | Vysílač se zhroutil v roce 1991. |
| Austrálie       | Vysílač Woodside              | 432             | 1971          | Austrálie               | kotvený stožár        |                                  |
| Oceánie         | Vysílač Lualualei             | 458             | 1972          | USA (Havaj)             | kotvený stožár        |                                  |

### Historie prvenství
| Držel rekord      | Držel rekord      | Jméno a lokace                                | Postaven          | Výška v metrech | Poznámky |
| Od                | Do                | Jméno a lokace                                | Postaven          | Výška v metrech | Poznámky |
| ----------------- | ----------------- | --------------------------------------------- | ----------------- | --------------- | --- |
| c. 2600 př. n. l. | c. 2570 př. n. l. | Seneferova Červená pyramida, Egypt            | c. 2600 př. n. l. | 105             | |
| c. 2570 př. n. l. | c. 1300           | Chufuova pyramida, Egypt                      | c. 2570 př. n. l. | 146             | do roku 1439 zerodovala do výšky zhruba cca 139 m                                                                           |
| 1311              | 1549              | Lincolnská katedrála, Anglie                  | 1311              | 160             | věž shořela po zásahu bleskem r. 1549                                                                                       |
| 1549              | 1625              | Kostel sv. Olafa, Tallinn, Estonsko           | 1519              | 159             | věž shořela po zásahu bleskem r. 1625, byla několikrát přestavována, současná výška činí 123 m                              |
| 1625              | 1647              | Kostel Panny Marie, Stralsund, Německo        | 1478              | 151             | věž zničena požárem po zásahu blesku r. 1647, znovupostavena s výškou 104 metry                                             |
| 1647              | 1847              | Štrasburská katedrála, Štrasburk, Francie     | 1439              | 143             | |
| 1847              | 1876              | Kostel Sv. Mikuláše, Hamburk, Německo         | 1846 – 1847       | 147             | kostel zničen během druhé světové války (po válce neobnoven), věž zůstala stát                                              |
| 1876              | 1880              | Katedrála Panny Marie, Rouen, Francie         | 1876              | 151             | |
| 1880              | 1884              | Katedrála sv. Petra, Kolín nad Rýnem, Německo | 1880              | 157             | |
| 1884              | 1889              | Washingtonův monument, USA                    | 1884              | 169             | |
| 1889              | 1930              | Eiffelova věž, Francie                        | 1889              | 312             | Postupné přidávání anténních konstrukcí zvýšilo věž na dnešních 324 metrů                                                   |
| 1930              | 1931              | Chrysler Building, USA                        | 1930              | 320             | |
| 1931              | 1954              | Empire State Building, USA                    | 1931              | 381             | v roce 1951 zvýšila nová anténa výšku budovy na 449 metrů, v roce 1984 byla snížena na celkových 443 metrů                  |
| 1954              | 1959              | Vysílač KWTV, USA                             | 1954              | 481             | |
| 1956              | 1960              | Vysílač KOBR-TV, USA                          | 1956              | 491             | zhroutil se v roce 1960 |
| 1959              | 1960              | Vysílač WGME-TV, USA                          | 1959              | 495             | |
| 1960              | 1961              | Vysílač KVFS-TV, USA                          | 1960              | 511             | |
| 1961              | 1963              | Vysílač KTAL-TV, USA                          | 1961              | 534             | |
| 1963              | 1974              | Vysílač KVLY-TV, USA                          | 1963              | 629             | |
| 1974              | 1991              | Vysílač Konstantynow, Polsko                  | 1974              | 646             | zhroutil se v roce 1991 |
| 1991              | 2008              | Vysílač KVLY-TV, USA                          | 1963              | 629             | |
| 2008              | dodnes            | Burdž Chalífa, Spojené arabské emiráty        | 2010              | 828             | skelet rozestavěného mrakodrapu v dubnu 2008 svou výškou přesáhl Vysílač KVLY-TV, v lednu 2009 budova dosáhla konečné výšky |

## Nejvyšší volně stojící stavby
Toto je seznam volně stojících staveb světa vyšších než 450 metrů. Do výšky jsou započítána i případná vysílací zařízení na vrcholu budov.
| Název                           | Stát                    | Výška v metrech | Rok dokončení | Typ stavby   | Poznámky |
| ------------------------------- | ----------------------- | --------------- | ------------- | ------------ | --- |
| Burdž Chalífa                   | Spojené arabské emiráty | 828             | 2010          | mrakodrap    | |
| Tokyo Skytree                   | Japonsko                | 634             | 2011          | ocelová věž  | |
| Shanghai Tower                  | Čína                    | 632             | 2015          | mrakodrap    | Mrakodrap dosáhl konečné výšky v roce 2013. |
| Abrádž Al-Bajt                  | Saúdská Arábie          | 601             | 2011          | mrakodrap    | |
| Televizní věž v Kantonu         | Čína                    | 600             | 2009          | betonová věž | |
| CN Tower                        | Kanada                  | 553             | 1976          | betonová věž | |
| One World Trade Center          | Spojené státy americké  | 546             | 2013          | mrakodrap    | |
| Televizní věž Ostankino         | Rusko                   | 540             | 1967          | betonová věž | |
| Willis Tower                    | Spojené státy americké  | 527             | 1974          | mrakodrap    | Při dokončení byl mrakodrap vysoký 442 metrů. V roce 1982 zvýšila nová anténa výšku budovy na 520 metrů, v roce 2000 pak na 527 metrů.                             |
| Světové obchodní centrum        | Spojené státy americké  | 526             | 1973          | mrakodrap    | Při dokončení byl mrakodrap vysoký 417 metrů. V roce 1978 zvýšila nová anténa výšku budovy na 526 metrů. V roce 2001 byl mrakodrap zničen při teroristickém útoku. |
| Tchaj-pej 101                   | Tchaj-wan               | 508             | 2004          | mrakodrap    | |
| Shanghai World Financial Center | Čína                    | 492             | 2008          | mrakodrap    | |
| International Commerce Centre   | Čína                    | 484             | 2010          | mrakodrap    | |
| Oriental Pearl Tower            | Čína                    | 468             | 1996          | betonová věž | |
| 875 North Michigan Avenue       | USA                     | 457             | 1969          | mrakodrap    | |
| Petronas Tower 1                | Malajsie                | 452             | 1998          | mrakodrap    | |
| Petronas Tower 2                | Malajsie                | 452             | 1998          | mrakodrap    | |
| Zifeng Tower                    | Čína                    | 450             | 2010          | mrakodrap    | |

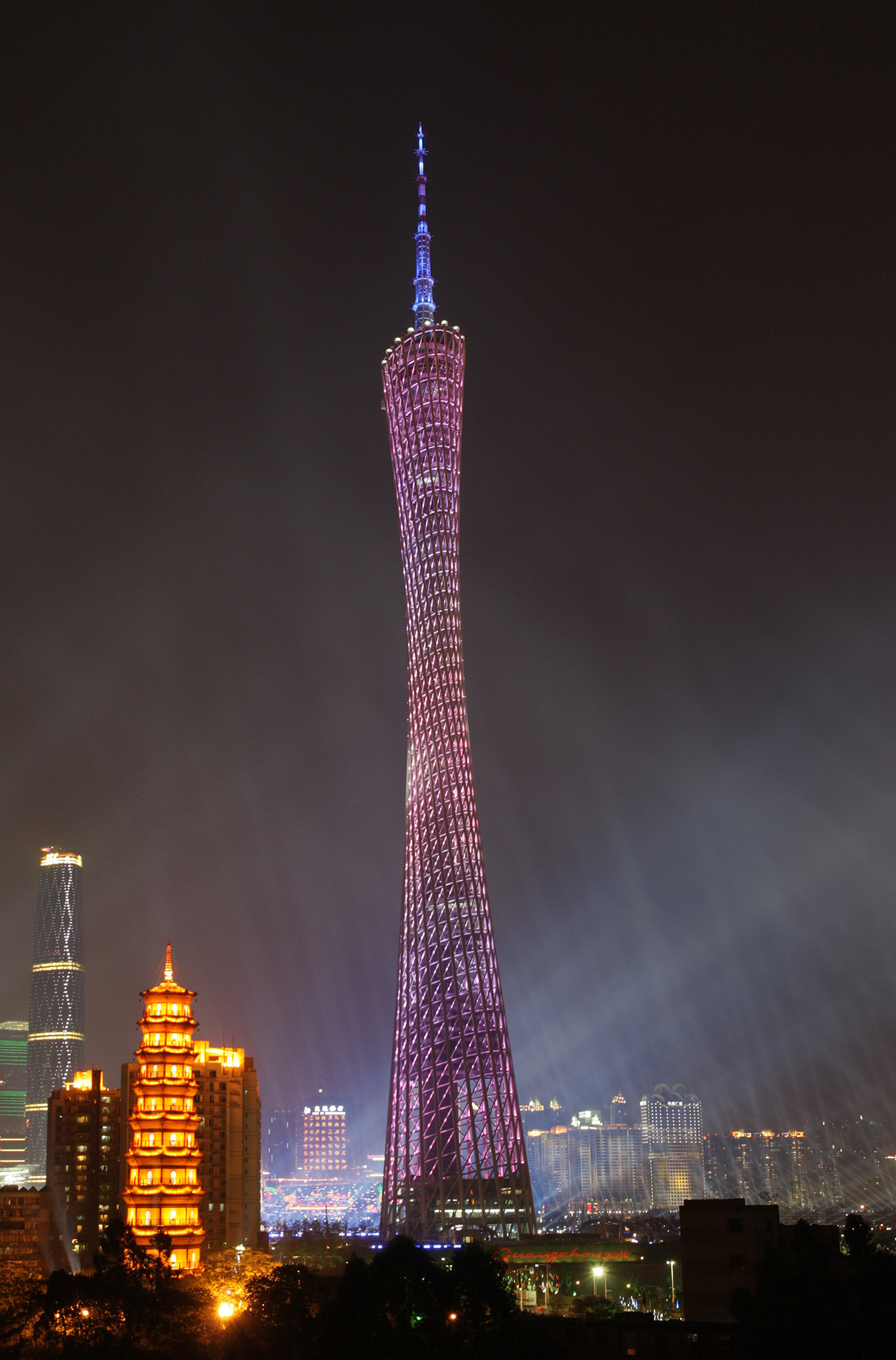
Televizní věž v Kantonu
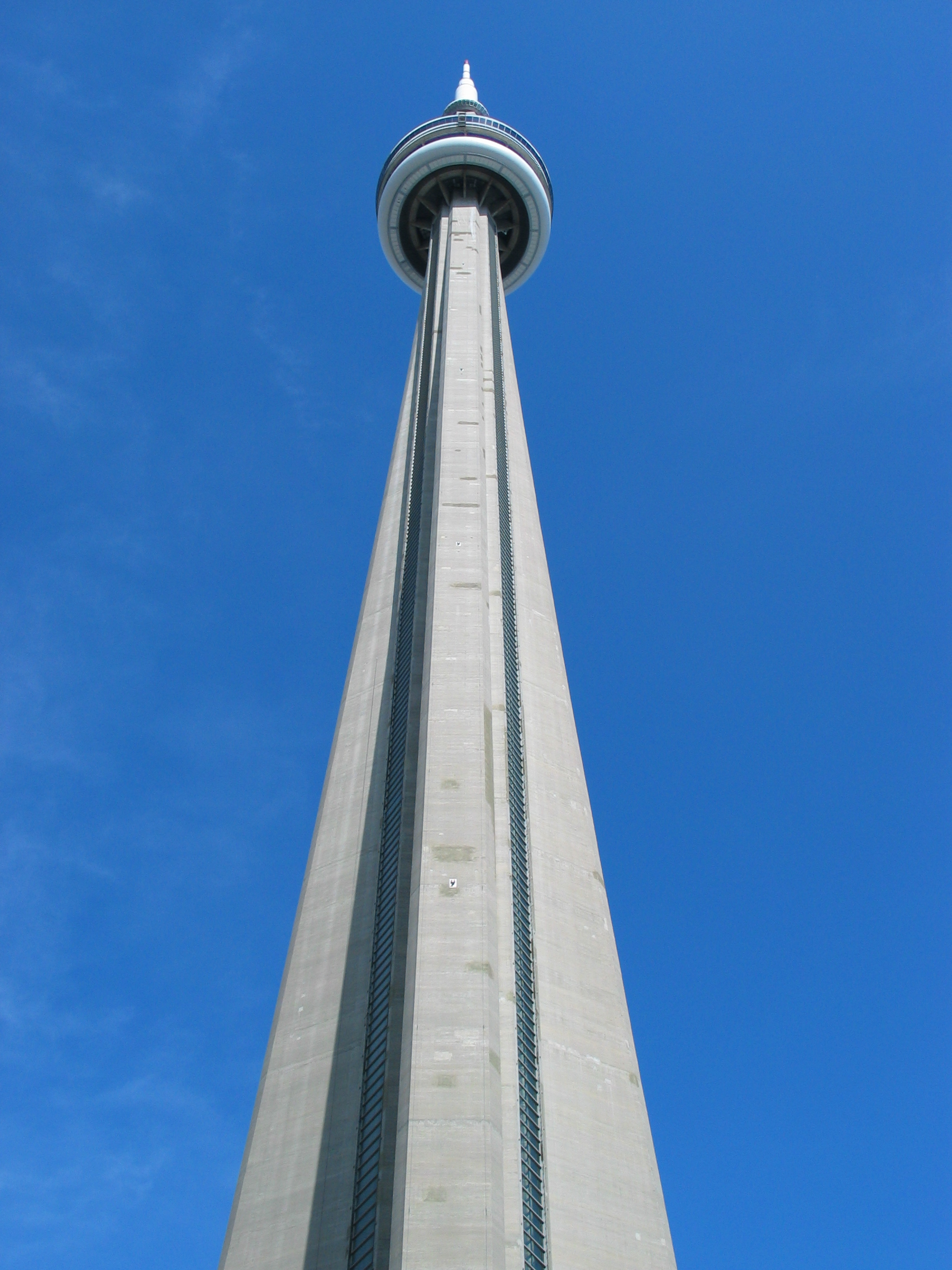
Telekomunikační a vyhlídková věž CN Tower, nejvyšší volně stojící stavba do roku 2007
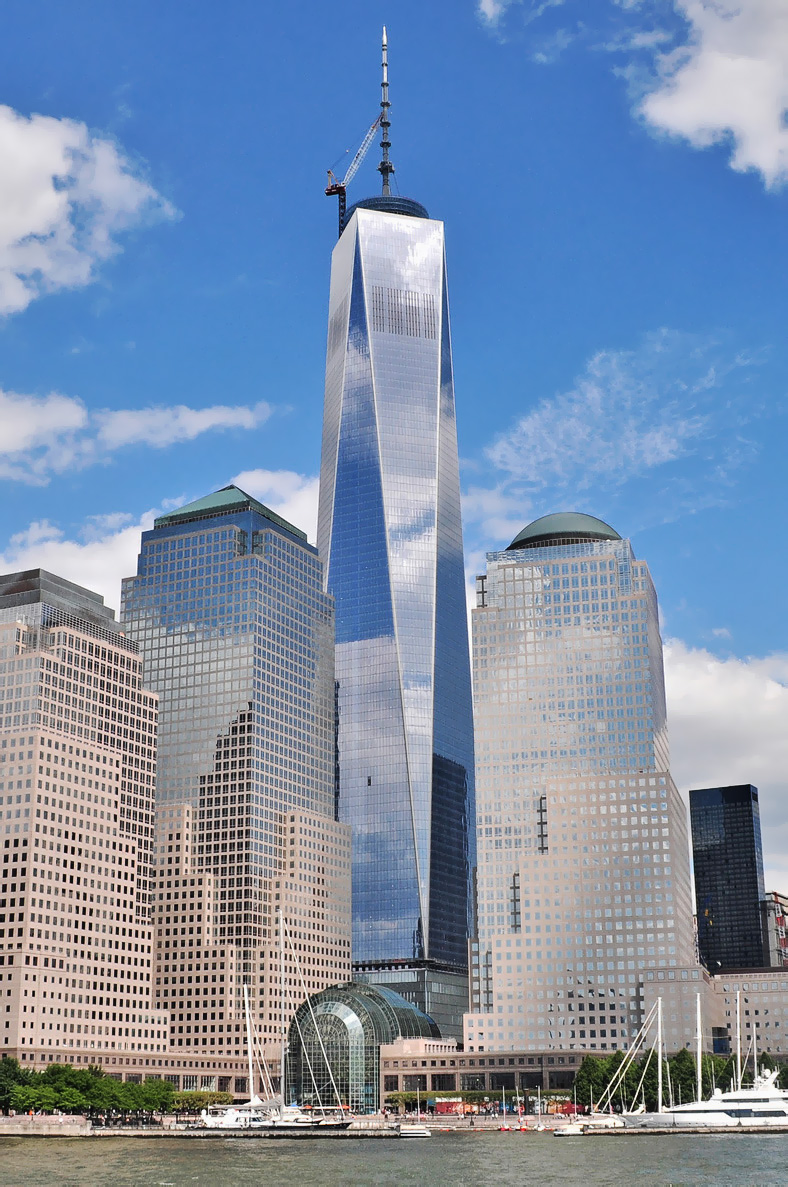
One World Trade Center

### Historie prvenství
Do postavení Empire State Building se tabulka shoduje s tabulkou staveb (viz výše).
| Držel rekord | Držel rekord | Jméno a lokace                                 | Postaven  | Výška v metrech | Poznámky |
| Od           | Do           | Jméno a lokace                                 | Postaven  | Výška v metrech | Poznámky |
| ------------ | ------------ | ---------------------------------------------- | --------- | --------------- | --- |
| 1931         | 1967         | Empire State Building, New York, Spojené státy | 1930–1931 | 381             | v roce 1951 zvýšila nová anténa výšku budovy na 449 metrů, v roce 1984 byla snížena na celkových 443 metrů  |
| 1967         | 1975         | Televizní věž Ostankino, Moskva, Rusko         | 1963–1967 | 537             | |
| 1975         | 2007         | CN Tower, Toronto, Kanada                      | 1973–1976 | 553             | |
| 2007         | dodnes       | Burdž Chalífa, Dubaj, Spojené arabské emiráty  | 2004–2009 | 828             | skelet rozestavěného mrakodrapu v říjnu 2007 svou výškou přesáhl CN Tower, konečné výšky dosáhl v roce 2009 |